# Tetrathemis ruwensoriensis
Tetrathemis ruwensoriensis é uma espécie de libelinha da família Libellulidae.
É endémica do Uganda. Os seus habitats naturais são: regiões subtropicais ou tropicais húmidas de alta altitude e rios.
Está ameaçada por perda de habitat.